# Hrvatski istinski preporod
Hrvatski istinski preporod (HIP) je bila hrvatska politička stranka desno-centrističkoga svjetonazora koja je u praksi važnija kao ideološka udruga i kulturno-politička zajednica nego kao klasična politička stranka. Stranka je osnovana u Zagrebu a djelovala je od 3. siječnja 2002. do 2. kolovoza 2011. godine.
To je bivša politička udruga koja je prerasla u stranku, a osnovao ju je dr. Miroslav Tuđman koji je bio i njezin predsjednik.

## Predsjednici stranke
- dr. Miroslav Tuđman
- v.d. predsjednika Barbara Kovačić